# Оксфорд Тауншип (округ Адамс, Пенсільванія)
Оксфорд Тауншип (англ. Oxford Township) — селище (англ. township) в США, в окрузі Адамс штату Пенсільванія. Населення — 5936 осіб (2020).

## Демографія
Згідно з переписом 2010 року, у селищі мешкало 5517 осіб у 1993 домогосподарствах у складі 1415 родин. Було 2106 помешкань
Расовий склад населення:
| - 93,6 % — білих - 1,3 % — чорних або афроамериканців - 0,4 % — азіатів - 0,2 % — корінних американців - 3,3 % — осіб інших рас |

До двох чи більше рас належало 1,3 %. Частка іспаномовних становила 7,7 % від усіх жителів.
За віковим діапазоном населення розподілялося таким чином: 22,0 % — особи молодші 18 років, 51,8 % — особи у віці 18—64 років, 26,2 % — особи у віці 65 років та старші. Медіана віку мешканця становила 44,8 року. На 100 осіб жіночої статі у селищі припадало 87,0 чоловіків;  на 100 жінок у віці від 18 років та старших — 83,5 чоловіків також старших 18 років.
Середній дохід на одне домашнє господарство  становив 65 917 доларів США (медіана — 57 625), а середній дохід на одну сім'ю — 77 524 долари (медіана — 67 083). Медіана доходів становила 48 632 долари для чоловіків та 38 941 долар для жінок. За межею бідності перебувало 10,9 % осіб, у тому числі 14,8 % дітей у віці до 18 років та 6,5 % осіб у віці 65 років та старших.
Цивільне працевлаштоване населення становило 2387 осіб. Основні галузі зайнятості: виробництво — 33,1 %, освіта, охорона здоров'я та соціальна допомога — 24,5 %, роздрібна торгівля — 10,1 %, мистецтво, розваги та відпочинок — 10,0 %.